# Miller Lite 225 2000
Miller Lite 225 2000 var ett race som var den sjätte deltävlingen i CART World Series 2000. Racet kördes den 5 juni på The Milwaukee Mile i Milwaukee, Wisconsin. Stärkt av sin seger i Indianapolis 500 veckan innan, tog Juan Pablo Montoya pole position, snabbaste varv och seger. Det var första gången Toyota vann i CART som motortillverkare, och Montoyas första seger i serien för säsongen. Michael Andretti blev tvåa före Patrick Carpentier, Kenny Bräck och Roberto Moreno. Morenos femteplats gjorde att han tog in 10 poäng på Paul Tracy i mästerskapet, sedan Tracy bara blivit femtonde förare i mål.

## Slutresultat
| Plats | Förare               | Team                     | Grid | Kvaltid |
| ----- | -------------------- | ------------------------ | ---- | ------- |
| 1     | Juan Pablo Montoya   | Chip Ganassi Racing      | 1    | 20,899  |
| 2     | Michael Andretti     | Newman/Haas Racing       | 10   | 21,140  |
| 3     | Patrick Carpentier   | Forsythe Racing          | 3    | 20,964  |
| 4     | Kenny Bräck          | Team Rahal               | 16   | 21,329  |
| 5     | Roberto Moreno       | Patrick Racing           | 7    | 21,096  |
| 6     | Dario Franchitti     | Team KOOL Green          | 2    | 20,954  |
| 7     | Max Papis            | Team Rahal               | 9    | 21,120  |
| 8     | Adrián Fernández     | Patrick Racing           | 19   | 21,399  |
| 9     | Christian Fittipaldi | Newman/Haas Racing       | 5    | 21,005  |
| 10    | Tony Kanaan          | Mo Nunn Racing           | 11   | 21,168  |
| 11    | Maurício Gugelmin    | PacWest Racing           | 8    | 21,116  |
| 12    | Gil de Ferran        | Marlboro Team Penske     | 4    | 20,975  |
| 13    | Jimmy Vasser         | Chip Ganassi Racing      | 14   | 21,278  |
| 14    | Cristiano da Matta   | PPI Motorsports          | 21   | 21,742  |
| 15    | Paul Tracy           | Team KOOL Green          | 6    | 21,087  |
| 16    | Hélio Castroneves    | Marlboro Team Penske     | 12   | 21,169  |
| 17    | Mark Blundell        | PacWest Racing           | 17   | 21,379  |
| 18    | Michel Jourdain Jr.  | Bettenhausen Motorsports | 17   | 21,379  |
| 19    | Oriol Servià         | PPI Motorsports          | 15   | 21,282  |
| 20    | Tarso Marques        | Dale Coyne Racing        | 18   | 21,383  |
| 21    | Luiz Garcia Jr.      | Arciero Racing           | 23   | 22,610  |
| 22    | Alex Tagliani        | Forsythe Racing          | 13   | 21,183  |
| 23    | Shinji Nakano        | Walker Racing            | 20   | 21,434  |